# Coney Island Baby: Live in New Jersey
Coney Island Baby: Live in New Jersey je videozáznam Lou Reeda, nahraný 25. září 1984 v Capital Theatre v Passaic v New Jersey. Videozáznam vyšel v roce 1992 na VHS.

## Seznam skladeb
| Pořadí | Název                            | Délka |
| ------ | -------------------------------- | ----- |
| 1.     | Sweet Jane                       | —     |
| 2.     | I'm Waiting for the Man          | —     |
| 3.     | Martial Law                      | —     |
| 4.     | Legendary Hearts                 | —     |
| 5.     | There She Goes Again             | —     |
| 6.     | Walk on the Wild Side            | —     |
| 7.     | New Sensations                   | —     |
| 8.     | A Gift                           | —     |
| 9.     | Doin' the Things That We Want To | —     |
| 10.    | I Love You Suzanne               | —     |
| 11.    | Coney Island Baby                | —     |
| 12.    | White Light / White Heat         | —     |

## Sestava
- Lou Reed - kytara, zpěv
- Robert Quine - kytara
- Fernando Saunders - baskytara
- Fred Maher - bicí